# 五十嵐紀子
五十嵐 紀子（いがらし のりこ）は日本のAV女優、元グラビアアイドル、元歌手。

## 経歴
神奈川県出身。20代の頃、TV番組「平成女学園」に出演するなど芸能活動を続けていたが、その後銀座の高級グラブに籍を置き数々の芸能人と浮名を流す。
45歳を迎え週刊誌でヌードグラビアを発表後AVデビューに至った。

## 出演作品

### 写真集
- 『NOVIA』（1994年7月1日、スコラ 撮影・斎木弘吉）

### Vシネマ
- 『監禁列島　美しき女豹』（1995年11月22日）
- 『スワッピングスクール』（1996年3月8日）

### アダルトビデオ

#### 2013年
- 芸能人に抱かれた女 AVデビュー！！（8月23日、マドンナ）
- 人妻女教師 魅惑の授業（9月22日、マドンナ）
- 息子の友達に輪姦された母（10月20日、マドンナ）
- 夫の友人（11月22日、マドンナ）
- 嫁の母（12月15日、マドンナ）

#### 2014年
- 熟痴女部長-部下に跨る淫乱グラマラスBODY-（4月25日、痴女ヘブン）
- 熟妻、堕ちるまで… （6月7日、アタッカーズ）
- 美人女将 凌辱女体接待11  （7月7日、アタッカーズ）
- 近親相姦 今夜はキレイなママと二人きり  （11月7日、アタッカーズ）
- 近親相姦 妻の姉  （11月28日、ドリームステージ）